# Souancé-au-Perche
Souancé-au-Perche település Franciaországban, Eure-et-Loir megyében. Lakosainak száma 496 fő (2022. január 1.). Souancé-au-Perche Coudray-au-Perche, Les Étilleux, Saint-Jean-Pierre-Fixte, Trizay-Coutretot-Saint-Serge, Vichères és Val-au-Perche községekkel határos.

## Népesség
A település népessége az elmúlt években az alábbi módon változott:
| Lakosok száma | 551  | 579  | 547  | 544  | 545  | 540  | 532  | 524  | 514  | 496  |
|               | 1968 | 1982 | 1990 | 2006 | 2013 | 2015 | 2017 | 2019 | 2020 | 2022 |